# كيت سنو
كيت سنو (بالإنجليزية: Kate Snow)‏ هي صحفية أمريكية، ولدت في 10 يونيو 1969 في Saratoga, New York ‏ في الولايات المتحدة.

## وصلات خارجية
- كيت سنو على موقع IMDb (الإنجليزية)
- كيت سنو على موقع قاعدة بيانات الفيلم (الإنجليزية)